# Banca Suñer
Banca Suñer (finals del segle xix – 1953), fou una banca creada a finals del segle xix a la població de Ripoll per Llorenç Suñer i Clot. Va ser venuda l'any 1953 a un grup d'accionistes encapçalat per Jaume Castell i Lastortras que en aconseguir l'autorització per obrir una sucursal a Madrid l'any 1954, canviar la denominació per la de Banc de Madrid.

## Origen[1]

### Llorenç Suñer i Clot (+1919)
Durant l'última dècada del segle xix Llorenç Suñer i Clot (+1919) establirà la seva casa de banca a Ripoll on vivia. Fill d'un sastre, havia estat ell mateix sastre el 1887 abans de dedicar-se als negocis i les finances. Fou comerciant de roba a l'engròs i també propietari d'un magatzem de sal comprat al seu germà Domènenc. Casat amb Consol Ferrer Saló (1867-1940) amb cinc fills, entre ells Tomàs Suñer i Ferrer, que arribarà a ser ambaixador del govern espanyol i Eduard Suñer i Ferrer, que el 1939 serà el primer alcalde franquista de Ripoll.
Llorenc Suñer portà a terme diverses inversions en infraestructures com l'enllumenat electric de Ripoll (inversor i gerent de la "Sociedad de Alumbrado Electrico de Ripoll SA") l'any 1892 i va participar en la construcció de la línia de ferrocarril Ripoll- Puigcerdà, com adjudicatari per la construcció de diversos trams i ponts el 1912. Ingressà a l'Associació de Banquers de Barcelona el 1916. A la seva mort, el 1919, el negoci va passar al seu fill, Pere Suñer i Ferrer.
El 1929 la societat individual es convertí en anònima amb el nom de Banca Suñer SA. El Banc Urquijo Català prengué aleshores una participació en el capital.

## Fitxa bancària, venda i canvi de denominació[1]
Després de la Guerra Civil, el 1950 la Banca Suñer SA aconseguí la seva inscripció en el Registre de Bancs i Banquers, amb el número 132 de la Banca Local Espanyola. Al capdavant del banc hi havia aleshores el segon fill de Llorenç Sunyer i Clot, Eduard Suñer i Ferrer (+1954), molt lligat al franquisme membre de FET-JONS, i primer alcalde franquista de Ripoll, què el 1953 el vengué a un grup encapçalat per Jaume Castell i Lastortras, per 7.5 milions de pessetes. Una auditoria va posar en evidència que el banc arrossegava unes pèrdues d'uns 10 milions, de manera que l'anterior propietari encara va ha ver de posar diners sobre la taula per a confirmar l'operació.
El nou grup va aconseguir autorització per a obrir una sucursal de la banca a Madrid el 1954. Tot seguit va procedir a el canvi de denominació, que va convertir la Banca Suñer de Ripoll en Banco de Madrid (febrer del 1954).
Eduard Suñer va ser conseller del nou banc uns quants mesos, ja que morí al desembre del 1954
El Banc de Madrid, serà juntament amb la seva l'entitat participada, Banc Català de Desenvolupament la pedra angular amb la que el nou propietari, l'empresari català Jaume Castell i Lastortras edificarà el “Grup Castell” fins al seu ensorrament l'any 1978.